# Thierry Steiner
Pour les articles homonymes, voir Steiner.
Thierry Steiner, né en 1969, est un journaliste français. Ancien rédacteur en chef d'Europe 2, journaliste à Europe 1 et France Inter, directeur territorial de France Bleu, il a été directeur du développement d'Europe 1 et directeur général des réseaux musicaux RFM et Virgin Radio de janvier 2018 à octobre 2019. Il est nommé directeur général de Champagne FM en décembre 2019. Il est depuis 2021 journaliste à Sud Radio, formateur en journalisme au Studio Ecole de France, consultant à Radio Nova et producteur de podcasts.     

## Biographie
Thierry Steiner a commencé sa carrière en 1984 comme animateur sur Radio Cristal à Évreux, puis rejoint Kiss FM 95.2 comme journaliste en 1987 où il travaille avec Arthur, Nagui, Laurent Boyer, Pascale Clark, Stéphane Thebaut, Frédéric Beigbeder...
Recruté par Pierre Bouteiller, il devient chroniqueur, producteur et présentateur sur France Inter en 1990 dans les émissions de Gérard Lefort et Brigitte Patient. 
Il rejoint le groupe Lagardère en 1991. 
Sur Europe 2, il présente notamment les journaux et un magazine hebdomadaire avec Richard Bohringer, avant de se voir confier l'animation d'une quotidienne "Vas-y, moi j'en viens" avec Géraldine Carré puis de la matinale pendant deux saisons. En 1995, Thierry Steiner produit également une chronique quotidienne ("Aujourd'hui en France") consacrée aux initiatives locales sur Europe 1. En 1996, il est nommé rédacteur en chef d'Europe 2 et dirige une équipe de 80 journalistes, à Paris et dans l'ensemble du réseau. Il met en place une ligne éditoriale plus homogène, de nombreuses chroniques nationales et locales mettant l'accent sur le reportage et lance, dès 1996, le site europe2.fr.  
En 2001, Thierry Steiner rejoint le groupe Everwood-Catherine Painvin en tant que directeur général, et participe notamment à son développement international dans le secteur de la décoration. Vivant à New York, il y crée parallèlement une société de conseils aux entreprises françaises. 
Il regagne la France et rejoint  France Inter en 2006 en qualité de responsable d'édition et assure la présentation de divers  journaux et de tranches d'information, notamment la matinale où il assure les remplacements de Nicolas Demorand. avant d'être nommé présentateur des journaux de 13h et 19h du week-end en remplacement de Philippe Abitboul.   
En 2009, il bénéficie d'un congé sans solde pour participer, en tant que directeur adjoint, à la création du Centre de Doha pour la liberté d'information, organisme portant assistance aux journalistes et médias en difficulté à travers le monde. Au retour de cette aventure, il a écrit Mirages et Cheikhs en blanc, publié aux Éditions du Moment.
Il a également dirigé l'ouvrage Faut-il interdire les écrans aux enfants ?, avec la participation de Bernard Stiegler et Serge Tisseron, paru aux éditions Mordicus.
En janvier 2010, il est nommé directeur de France Bleu Maine, 42e station du réseau France Bleu, inaugurée le 1er juin 2010 au Mans. Il a dirigé cette station pendant 6 ans avant de rejoindre la direction du réseau France Bleu comme directeur territorial, adjoint au directeur du réseau,  chargé des 22 stations de la moitié Ouest de la France. Nommé par Frédéric Schlesinger, il fait équipe à partir de novembre 2016 avec Eric Revel.
Thierry Steiner rejoint Lagardère Active le 2 janvier 2018 pour y être, aux côtés de Frédéric Schlesinger, vice-PDG, le directeur du développement d'Europe 1 et directeur des réseaux RFM et Virgin Radio. Il met en place une nouvelle organisation de la promotion régionale, développe l'événementiel régional et sa commercialisation, met en place la géolocalisation sur les supports numériques de RFM et Virgin Radio, initie le déploiement du WAN à l'échelle nationale et supervise de nombreux déménagements en région. Après le départ du vice-PDG, Laurent Guimier, il quitte le groupe en octobre 2019.
Le 17 décembre 2019, il est nommé directeur général délégué de Champagne FM, station de radio de dimension régionale du groupe Rossel La Voix. Champagne FM enregistre une audience en hausse en juillet 2020 avec 118.200 auditeurs quotidiens. Elle devient la première radio musicale en Champagne-Ardenne devant NRJ. En juillet 2021, l'audience progresse encore à 119.000 auditeurs quotidiens.  
Depuis septembre  2021, Thierry Steiner est chargé de mission et directeur d'antenne de Africa Radio.    
Depuis 2022, il assure régulièrement des remplacements sur l'antenne de Sud Radio. Il est également chargé de formation en journalisme au Studio Ecole de France, conseiller à la direction de Radio Nova et producteur de podcasts.      

## Publications
- Robert Ménard et Thierry Steiner, Mirages et cheikhs en blanc : Enquête sur la face cachée du Qatar, le coffre-fort de la France, Paris, Éditions du Moment, 2010, 210 p. (ISBN 978-2-35417-073-8)